# Zij-i Ilkhani
Zīj-i Īlkhānī (in persiano زیجِ ایلخانی‎) o Tavole ilkhanidi, in quanto dedicate all'Īlkhān mongolo Hulagu (patrono dell'autore dell'opera), sono tavole astronomiche (Zij), redatte nel XIII secolo, che studiavano i movimenti dei corpi planetari.

L'opera fu compilata dall'astronomo persiano musulmano Naṣīr al-Dīn al-Ṭūsī, in collaborazione con suoi colleghi scienziati dell'Osservatorio di Maragha. Fu scritta in lingua persiana e più tardi tradotta in lingua araba.
Il libro contiene tavole per calcolare le posizioni dei pianeti e i nomi delle stelle. Include dati derivanti dalle osservazioni fatte nel corso di 12 anni nell'Osservatorio di Maragha, completati nel 1272. Le posizioni planetarie dello Zīj-i Īlkhānī, derivano dagli Zīǧ di Ibn al-ʿAlam e di Ibn Yūnus,  tanto pieni di errori da essere criticati severamente da altri astronomi, come Shams al-Din ibn ʿAlī Khwāja Muḥammad al-Wābaknawī (1254-1320) e Rukn al-Dīn al-ʿĀmulī.
Lo Zīj-i Īlkhānī impostò la precessione degli equinozi a 51 secondi d'arco per anno, misura che è assai prossima alla moderna cifra di 50,2 arcosecondi. Il libro descrive anche un metodo d'interpolazione tra le posizioni osservate, che in termini moderni può essere descritto come uno schema di interpolazione di secondo ordine. Ovviamente, sono stati conosciuti vari tipi d'interpolazione fin dai lavori di Tolomeo e ancor più, probabilmente, prima di lui nell'antichità.

## Storia
Hulagu Khan credeva che ogni suo successo militare fosse dovuto ai consigli dei suoi astronomi (che all'epoca erano anche astrologi), specialmente a quelli di Naṣīr al-Dīn al-Ṭūsī. Pertanto, quando al-Ṭūsī si lamentò che le sue Tavole astronomiche erano vecchie di 250 anni, gli dette il permesso di far edificare un nuovo Osservatorio in una località scelta da al-Ṭūsī. La scelta cadde su Maragheh). Un certo numero di altri astronomi di spicco lavorò lì con al-Ṭūsī, inclusi Muhyi al-Dīn al-Maghribī, Qutb al-Din al-Shirazi, Mu'ayyid al-Din al-'Urdi da Damasco, e l'astronomo cinese di Hulagu, Fao Munji, la cui esperienza astronomica in Cina apportò miglioramenti al sistema tolemaico usato da al-Ṭūsī, tanto che tracce del sistema cinese possono essere riscontrate nello Zīj al-Īlkhānī.

Le Tavole furono pubblicate durante il regno di Abaqa Khan, figlio di Hulagu, e furono dedicate allora al patrono dell'Osservatorio. Esse rimasero popolari fino al XV secolo.
Alcune tavole astronomiche elaborate in ambito islamico, come lo Zīj-i al-ʿAlaʾī di ʿAbd al-Karīm al-Fahhād e lo Zīj al-Sanjārī di al-Khāzinī, furono tradotte in greco-bizantino da Gregorio Chioniades e studiate nell'Impero bizantino. Chioniades stesso le studiò, sotto la guida di Shams al-Dīn al-Bukhārī, che aveva lavorato nel celebre Osservatorio di Maragha dopo la morte di Naṣīr al-Dīn al-Ṭūsī.